# Hydnocarpus nana
Hydnocarpus nana är en tvåhjärtbladig växtart som beskrevs av George King. Hydnocarpus nana ingår i släktet Hydnocarpus och familjen Achariaceae. Inga underarter finns listade i Catalogue of Life.